# Ruta graveolens
Ruta graveolens, comúnmente llamada ruda, es una especie de la familia Rutaceae, nativa del sur de Europa.
Se suele cultivar como planta ornamental de jardín, en especial por sus hojas azuladas y por su tolerancia a suelos secos y al calor. También se cultiva como hierba medicinal y condimento.

## Descripción

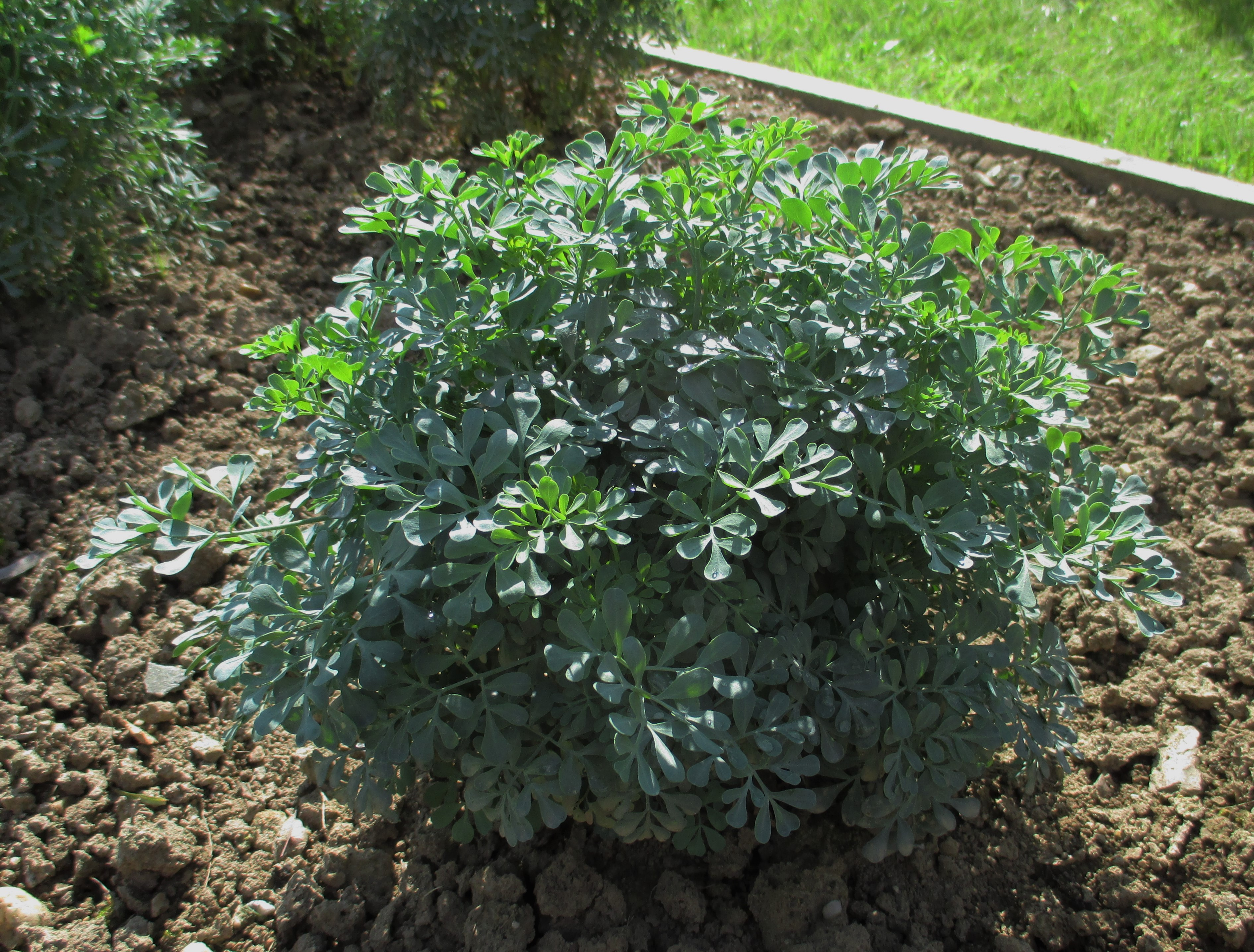
Aspecto de una ejemplar joven

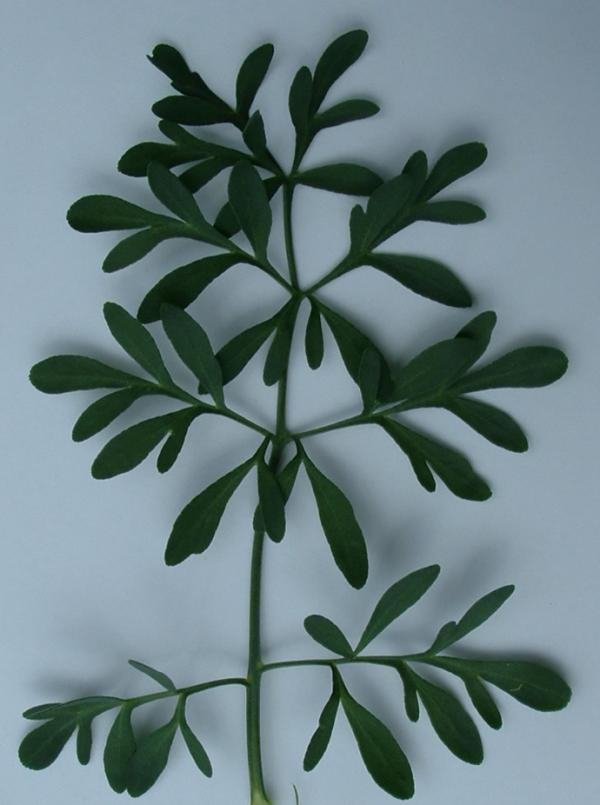
Hojas

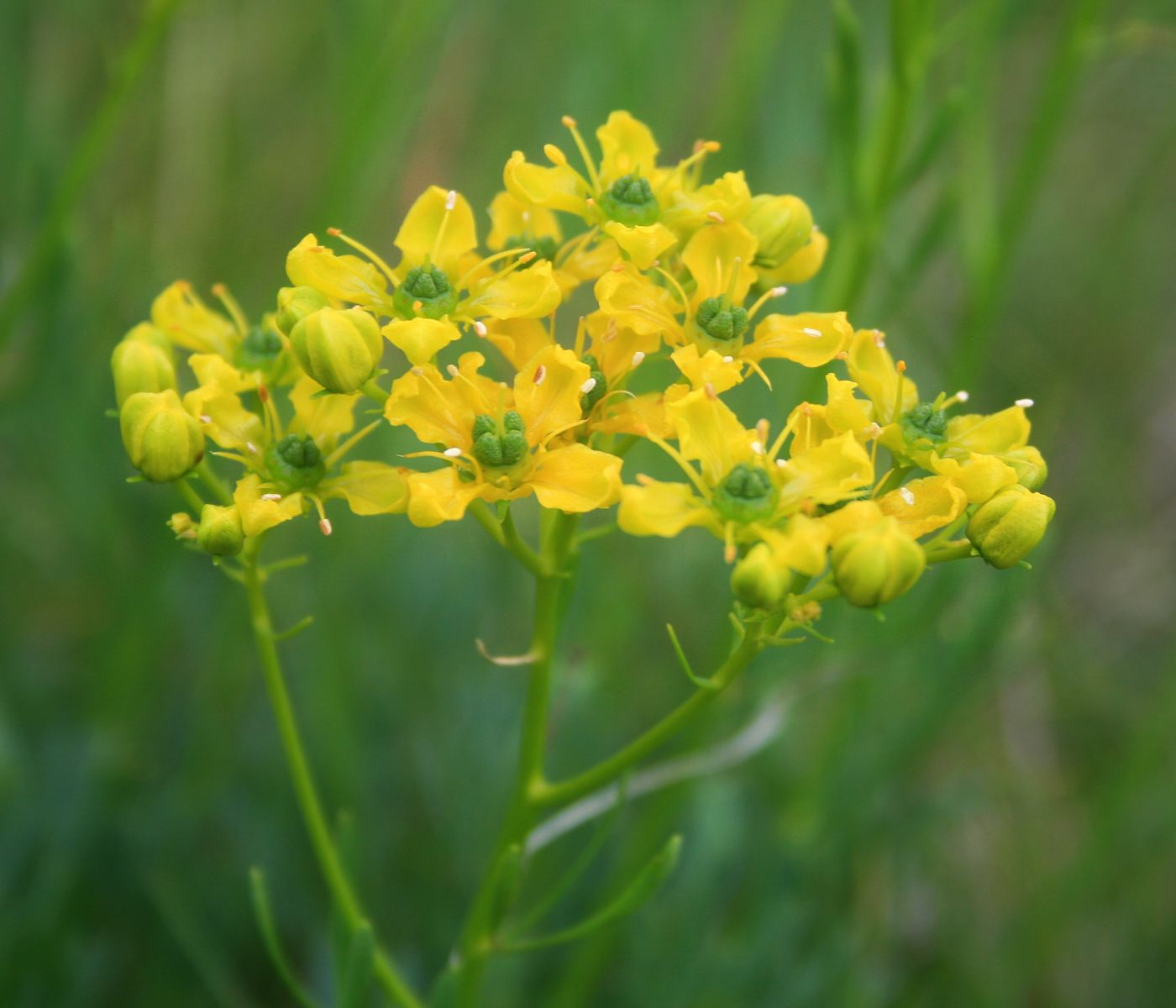
Inflorescencia

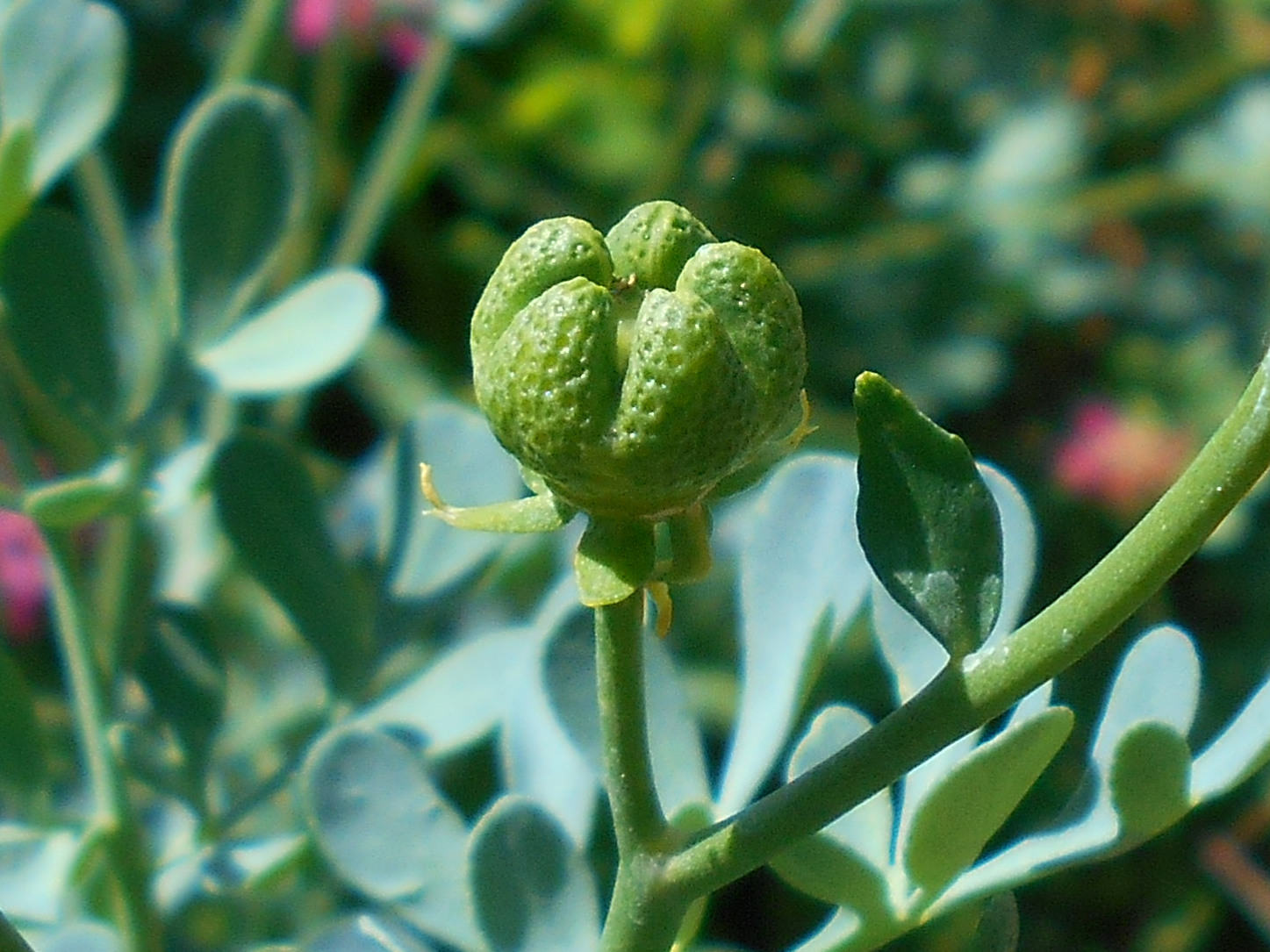
Fruto

Especie perenne sub-arbustiva muy ramificada, con base semi-leñosa a leñosa. Alcanza una altura de entre 70 a 100 cm. Las hojas, algo carnosas y de color verde glauco, son alternas, bi- o tripinnadas; con folíolos oblongos o espatulados. La inflorescencia es un corimbo, con pequeñas flores  de cuatro o cinco pétalos amarillos. El fruto es una cápsula de cinco lóbulos. La planta entera despide un fuerte aroma acre. El sabor de las hojas es ligeramente amargo.

## Usos

### Culinario
La ruda se emplea en la cocina debido a su ligero toque entre picante y amargo, aunque su aroma es empleado en diferentes salsas o mezclas alcohólicas (Grappa por ejemplo). Se emplea mucho en Etiopía como saborizante del café y en la mezcla de especias denominada berbere. Se emplea también en algunos lugares de Italia para elaborar una salsa de tomate especial con aceitunas y alcaparras (junto con mejorana, levístico y albahaca).

### Medicinal
Se conocen sus propiedades emenagogas. Tomada en infusión es abortiva, aunque ayuda a reponerse y mejorar el estado físico tras el parto. En veterinaria, antaño se empleaba en el ganado para ayudar a expulsar la placenta en caso de que ésta no pudiese salir. Es una planta con gran contenido en vitamina C y por esta razón se considera antiescorbútica. 
También destacan sus potentes propiedades analgésicas y antiinflamatorias, para las cuales se fríen las hojas en aceite de oliva y se aplica por vía tópica (por la piel) para tratar el dolor abdominal producido por la regla, indigestiones, dolor de oídos, así como el dolor articular y músculo-esquelético macerando sus flores u hojas en alcohol. Esta maceración también es útil para combatir el mal olor de las axilas y pies.
Usos
- Amenorrea.
- Espasmos gastrointestinales.
- Parasitosis.
- Varices, hemorroides.
- Por vía externa, para tratar el vitíligo  y la leucodermia.
- Para afecciones de los ojos.
- Dolores estomacales (gastralgias).[1]

### Usos simbólicos y rituales
En el Paraguay es uno de los tres ingredientes principales de la bebida tradicional llamada carrulim mezcla de caña caña paraguaya, limón y la planta de ruda macho.
También se acostumbra tomar un vaso de caña con ruda "macho" el primer día del mes de agosto (es invierno en esas latitudes). Con esto, según las creencias de la zona, se aleja la mala suerte que posee dicho mes.
En Chile, se planta a la entrada de las casas, por detrás de la puerta. Con ello se aleja a las visitas femeninas indeseadas y que traen mala fortuna. Para la misma finalidad, pero en hombres, se utiliza el romero.
En España, se dice que protege del mal de ojo formando una cruz con sus ramas o llevándola como amuleto. Colgadas unas ramas en la entrada de una casa, repele los malos espíritus. Sobre sus virtudes, existen muchos dichos antiguos: "Si el hombre supiera lo que es la ruda, no dormiría sin ella noche ninguna", "Ay, María, si no fueras tan aguda, no sabrías la gracia que tiene la ruda" o "Si no fueras tan picúa, tuvieras la gracia que tié la rúa".
En Perú se cree que esta planta trae suerte en los negocios. Para lograr dicho efecto, se coloca un atado de ruda en un balde con agua. Éste generalmente se mantiene oculto debido a que el fuerte olor normalmente no es del agrado de la clientela.

### Historia
En la Biblia aparece mencionada (Lucas 11:42-43) esta planta como peganon (πηγανον) este nombre se continúa empleando en el griego moderno como apiganos (απήγανος). En la taxonomía botánica actual Peganum denota un género muy lejano de la ruda, de la familia Nitrariaceae.
El uso medicinal de la ruda viene de tiempos antiguos, como lo demuestra su presencia en Capitulare de villis vel curtis imperii, una orden emitida por Carlomagno en la que reclama que sus campos se cultiven con una serie de hierbas y condimentos incluidas las "rutam", identificada actualmente como Ruta graveolens.

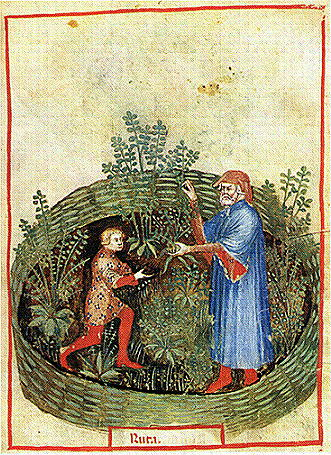
Illustración del Tacuinum Sanitatis

El Tacuinum Sanitatis, un manual medieval sobre el bienestar, enumera estas propiedades de la ruda:
- Naturaleza: caliente y seco en el tercer grado.
- Óptimo: El que se cultiva cerca de una higuera.
- Utilidad: Agudiza la vista y se disipa la flatulencia.
- Peligros: Aumenta el esperma y amortigua el deseo de coito.
- Neutralización de los peligros: Con los alimentos que multiplican el esperma.

La ruda fomenta la menstruación y las contracciones uterinas, por esta razón el aceite refinado de ruda fue citado por el historiador romano Plinio el Viejo y el ginecólogo Sorano como un potente abortivo (que induce al aborto). La ruda contiene pilocarpina utilizada en los caballos para inducir el aborto.

## Fitofototoxicidad

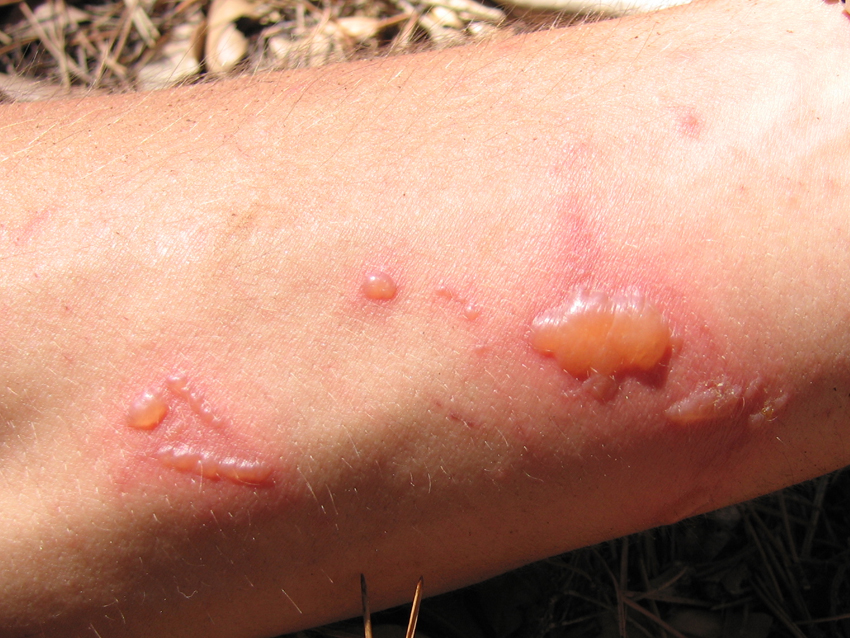
Efecto de la ruda y exposición al sol.

Aunque sirve para repeler insectos, cuando se aplica la ruda en la piel se puede producir un efecto fotoirritante en algunos casos. Contiene varios aceites esenciales (furocumarinas y metoxipsoraleno) y alcaloides (graveolina) que pueden causar extrema sensibilidad a los rayos ultravioletas, con la aparición de ampollas y lesiones en la piel.
La exposición a la ruda, o preparaciones herbales derivadas, puede causar severa fitofotodermatitis que resulta en ampollas parecidas a quemaduras en la piel.

## Propiedades químicas

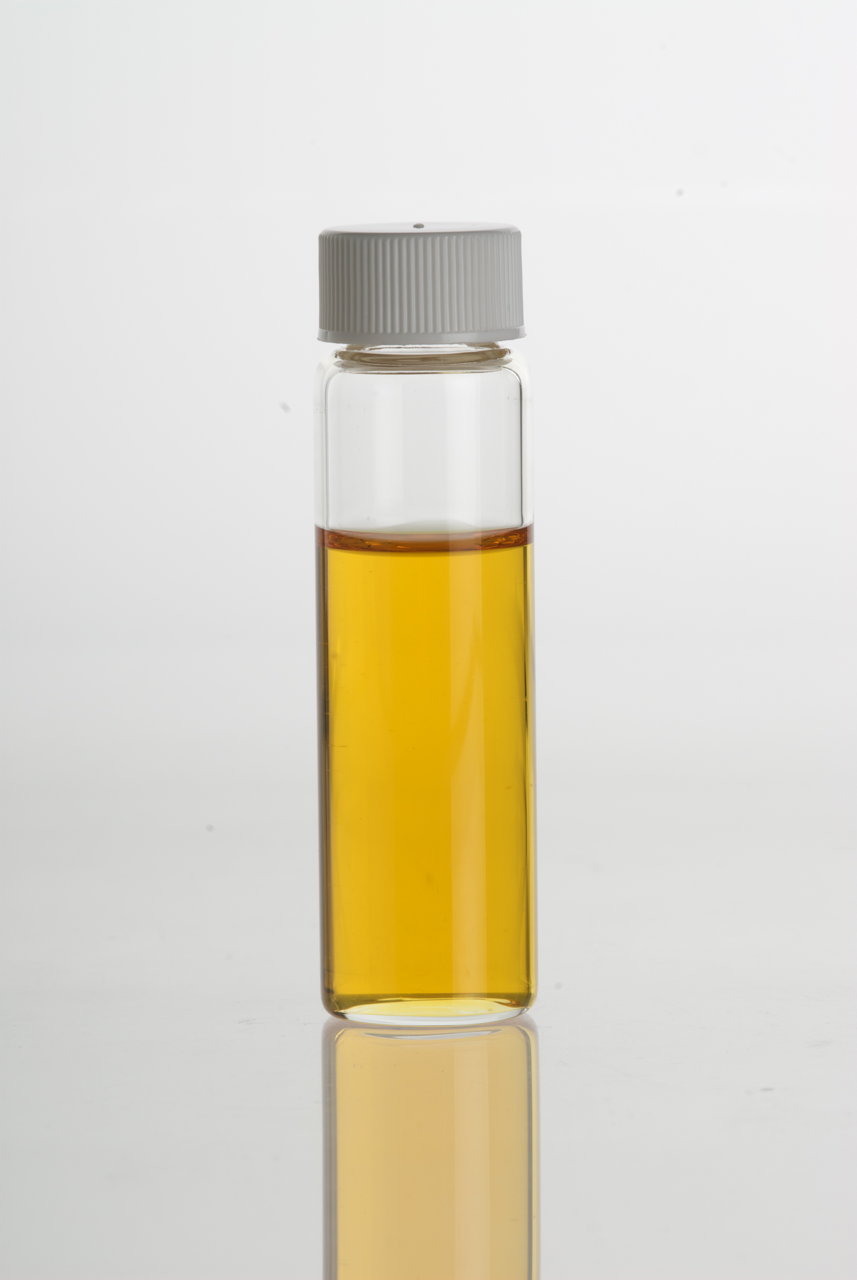
(Ruta graveolens) aceite esencial en un vial de vidrio transparente

Una serie de furanoacridones y de dos acridona alcaloides (arborinina y evoxanthina) pueden ser aisladas de Ruta graveolens. También contiene cumarinas y limonoides.
Los cultivos de células produce la umbeliferona, escopoletina, psoraleno, xanthotoxina, isopimpinellina, rutamarina y rutacultin (6,7-dimethoxy- 3-(1,1-dimethylallyl)coumarina), y los alcaliodes skimmianina, kokusaginina, 6-methoxydictamnina y edulinina (1-methyl-4-methoxy-3-[2,3-dihydroxy-3-methylbutyl]-2-quinolone).
El extracto de acetato de etilo de las hojas de Ruta graveolens produce dos furanocoumarinas, una quinolina alcaloide y cuatro quinolonas alcaloides.
Los extractos de cloroformo de la raíz, el tallo y la hoja, muestra el aislamiento de la furanocoumarina chalepensina.
El aceite esencial de R. graveolens contiene dos constituyentes principales 2-Undecanona (46.8%) y nonan-2-one (18.8%).

## Taxonomía
Ruta graveolens fue descrita por Carlos Linneo y publicada en Species Plantarum 1: 383, en 1753.
Sinonimia
- Ruta hortensis Mill.[17]
- Ruta divaricata Ten.[18]

## Nombre común
- Español: arruda, ruda, rúa, ruda común, ruda cultivada, ruda de hojas anchas, ruda de los huertos, ruda hortense, ruda hortense de hojas anchas, ruda mayor, ruda medicinal, hierba de las brujas.[18]